# Зардабський район
Зардабський район (азерб. Zərdab rayonu) — один із 66 районів Азербайджану. Він розташований у центрі країни та належить до Аранського економічного району. Район межує з районами Агдаш, Уджар, Кюрдамір, Імішлі, Бейлаган, Агджабаді, Барда. Його столицею і найбільшим містом є Зардаб. Станом на 2020 рік населення району становило 59 300 осіб.

## Огляд
Регіональна назва Зардаб згадується в історичних виданнях, датованих 16 століттям. Як район Зардаб був створений 5 лютого 1935 року. Розташований в центрі Азербайджану, 231 район км на захід від столиці Баку. Це частина більшого Арранського економічного району, до якого також входять райони Агджабаді, Агдаш, Бейлаган, Барда, Біласувар, Гейчай, Гаджигабул, Імішлі, Курдамір, Нефтчала, Саатлі, Сабирабадський, Сальянський, Уджарський райони. Район розташований у низовині, в деяких районах нижче рівня моря. Площа 860 км3. Зардаб становить близько 1 % території країни й 4 % економічного району Арран.

### Погода
Зима в Зардабі м'яка, а літо жарке з сухими субтропічними умовами. Температура досягає 41-44 °C влітку і +3 °C взимку. Річна кількість опадів становить 335 мм.

## Населення
За даними Держкомстату, станом на 2018 рік населення міста становило 58 200 осіб, що збільшилося на 11 600 осіб (приблизно на 19,9 відсотка) з 46 600 осіб у 2000 році 29 500 населення — чоловіки, 29 300 — жінки. Понад 26,2 відсотка населення (близько 15 300 осіб) становлять молодь і підлітки 14–29 років.
| Регіон             | 2000 рік | 2001 рік | 2002 рік | 2003 рік | 2004 рік | 2005 рік | 2006 рік | 2007 рік | 2008 рік | 2009 рік | 2010 рік | 2011 рік | 2012 рік | 2013 рік | 2014 рік | 2015 рік | 2016 рік | 2017 рік | 2018 рік |
| ------------------ | -------- | -------- | -------- | -------- | -------- | -------- | -------- | -------- | -------- | -------- | -------- | -------- | -------- | -------- | -------- | -------- | -------- | -------- | -------- |
| Зардабський район  | 46,6     | 47,3     | 47,8     | 48,4     | 49,0     | 49,7     | 50,5     | 51,3     | 51,9     | 52,6     | 53,3     | 54,0     | 54,8     | 55,4     | 55,8     | 56,5     | 57,1     | 57,7     | 58,2     |
| міського населення | 10,8     | 10,9     | 10,9     | 10,9     | 10,9     | 11,0     | 11,0     | 11,0     | 11,0     | 11,0     | 11,2     | 11,3     | 11,4     | 11,5     | 11,6     | 11,6     | 11,7     | 11,8     | 11,9     |
| сільське населення | 35,8     | 36,4     | 36,9     | 37,5     | 38,1     | 38,7     | 39,5     | 40,3     | 40,9     | 41,6     | 42,1     | 42,7     | 43,4     | 43,9     | 44,2     | 44,9     | 45,4     | 45,9     | 46,3     |

| Етнічні групи | 27 січня-3 лютого 1999 р. | 27 січня-3 лютого 1999 р. | 13-22 квітня 2009 р. Перепис населення. | 13-22 квітня 2009 р. Перепис населення. |
| Етнічні групи | Номер                     | %                         | Номер                                   | %                                       |
| ------------- | ------------------------- | ------------------------- | --------------------------------------- | --------------------------------------- |
| Всього        | 46 091                    | 100,00                    | 52 870                                  | 100,00                                  |
| азербайджанці | 46 009                    | 99,82                     | 52 846                                  | 99,95                                   |
| росіяни       | 50                        | 0,11                      | 19                                      | 0,04                                    |
| татари        | 10                        | 0,02                      | 1                                       | 0,00                                    |
| українці      | 10                        | 0,02                      | 0                                       | 0                                       |
| турки         | 7                         | 0,01                      | 0                                       | 0,00                                    |
| лезгини       | 3                         | 0,01                      | 1                                       | 0,00                                    |
| авари         | 1                         | 0,00                      | 0,00                                    | 0,00                                    |
| інші          | 1                         | 0,00                      | 3                                       | 0,01                                    |

## Етимологія
Зардаб — перське слово (زردآب Zardab), що означає жовта вода. Існує кілька тлумачень перекладу. Деякі інтерпретують Жовту воду як «брудну воду», маючи на увазі брудне сміття, що залишилося після історичних повені річки Кура, яка проходить через район Зардаб. Ці повені більше не відбуваються з моменту будівництва Мінгачевирського водосховища, яке запобігло розливу річки Кура. Інша версія стверджує, що термін «жовтий» належить до золотистого кольору. Тобто, після повені, річка, що розлилася, доставляла воду, необхідну для арогації, тому робила її такою ж дорогоцінною, як золото. І, нарешті, третя версія стверджує, що посилання на друге тлумачення слова «Zard», яке також означає «їстівний птах», що, своєю чергою, належить до птахів Zərd-əncirquşu, які живуть у середовищі проживання Зардаба.

## Відомі уродженці
- Гасан бек Зардабі[en], азербайджанський публіцист